# Новые Новосёлки (Минская область)

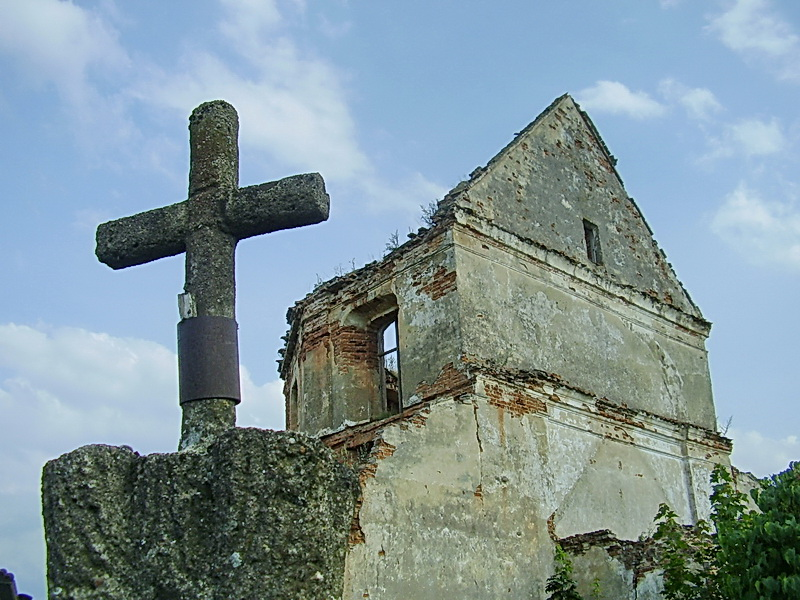
Руины костёла

Новые Новосёлки (бел. Но́выя Навасёлкі) — деревня в Несвижском районе Минской области Республики Беларусь. До 2013 года была центром Новосёлковского сельсовета, после его упразднения в 2013 году включена в состав Сейловичского сельсовета. Население 137 человек (2009).

## География
Расположена в 9 км к востоку от посёлка Городея, в 10 км к северу от Несвижа, близ границы со Столбцовским районом. В 110 км от Минска, 10 км от железнодорожной станции Городея.
Деревня соединена местными дорогами с окрестными населёнными пунктами.

### География
Местность принадлежит бассейну Немана, рядом с деревней протекает река Говезнянка, приток Немана.

## Население
- 1999 год — 169 жителей
- 2000 год — 176 жителей, 62 дворов
- 2009 год — 137 жителей

## Достопримечательности
- Руины костёла (2-я половина XVIII века). Католический храм разрушен, частично сохранился только пресвитерий с двумя боевыми ризницами —  Историко-культурная ценность Республики Беларусь, шифр 612Г000497.